# Hryzely (hradiště)
Hryzely (též Šance, V Šancích nebo Na Starých šancích) jsou raně středověké hradiště jižně od stejnojmenné vesnice u Barchovic v okrese Kolín. Existovalo v osmém až devátém století a dochovaly se z něj výrazné pozůstatky tří valů a příkopů. Od roku 1965 je chráněno jako kulturní památka.

## Historie
První výzkum na hradišti bez větších výsledků vedl v roce 1850 hrabě Šternberk ze Zásmuk. Dostupné informace pochází až ze druhé poloviny dvacátého století, kdy na hradišti vedl menší archeologické výzkumy Miloš Šolle. Podle výsledků výzkumu byla lokalita osídlena snad již v osmém století, ale hradiště v dochovaném rozsahu vzniklo až ve století následujícím. Vzhledem k podobnému charakteru opevnění se předpokládá, že se jeho stavitelé inspirovali podobou hradiště Stará Kouřim. Přesnější datování a případné zařazení k nejstarším českým hradištím ze starší doby hradištní by umožnil jen průzkum opevnění.
Miloš Šolle vyslovil hypotézu, podle které bylo hradiště v devátém století samostatným centrem, ale později v době vrcholné fáze Staré Kouřimi sloužilo pouze k zajištění a ochraně jižní hranice kouřimské sídlištní oblasti.

## Stavební podoba

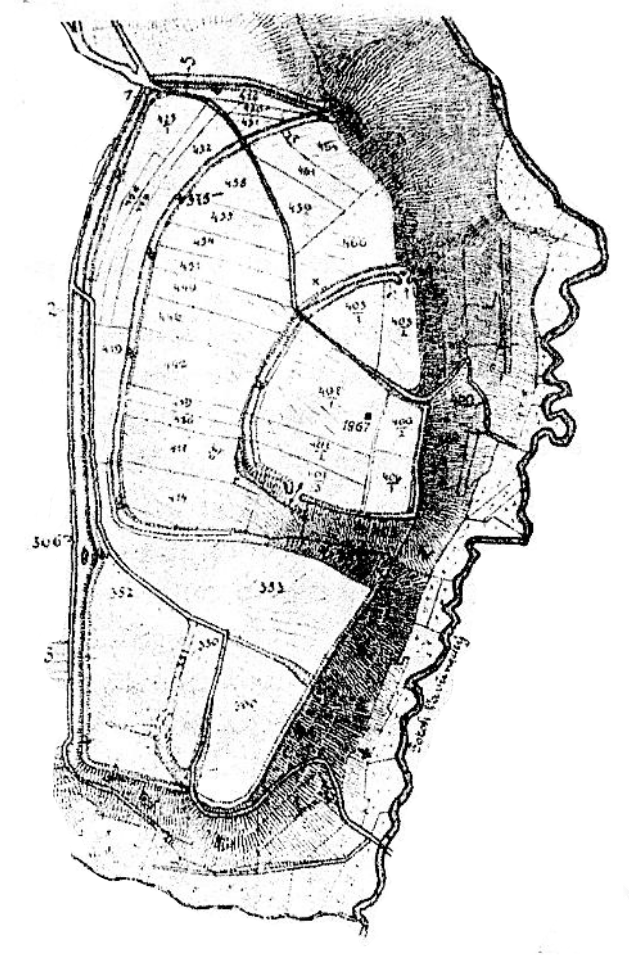
Půdorys hradiště od kouřimského učitele Jana Kremly z roku 1903

Hradiště se rozkládá na říční terase nad levým břehem Výrovky. Chránily ho tři zčásti souběžně vedené obloukovité hradby, ze kterých se dochovaly výrazné valy. Vnější val vymezuje celkovou plochu 26,66 hektaru. Vznikl nejspíše během dvou stavebních fází a během druhé byl protažen směrem k jihu a východu, kde se napojil, podobně jako vnitřní valy, na strmý svah údolí, nad kterým opevnění chybí. Před každým valem vede příkop. Do hradiště se vstupovalo dvěma bránami. Severní brána je klešťovitá se středním klínovitým blokem, zatímco jižní brána má jen jedno směrem ven vytočené rameno, které z boku chrání vstupní prostor.
Milloš Šole na hradišti prozkoumal tři sídlištní objekty. Dva z nich byly sídlištní jámy, z nichž získal keramické zlomky, ze kterých sestavil dvě nádoby. Jedna pochází pravděpodobně ze starší doby hradištní, zatímco druhá umožnila jednoznačné datování do období střední doby hradištní. Třetím prozkoumaným objektem byla zahloubená chata z druhé poloviny devátého století. Měla obdélníkový půdorys s rozměry 2 × 4 metry a hloubku až sedmdesát centimetrů. Stěny mohly mít srubovou konstrukci. Na východní straně se nacházelo ohniště s rozměry 120 × 125 centimetrů. Většina dalších nálezů se koncentrovala do prostoru v blízkosti ohniště. Nalezeny byly zlomky keramických nádob, dva přesleny, zlomek olivovitého korále, kosti prasat a krávy. Nález dlouhých lidských kostí nejspíše souvisí se zánikem chaty.